# نهر موهيكان

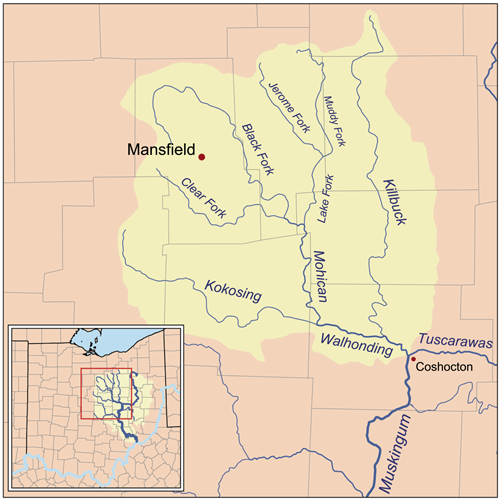
خريطة مستجمعات مياه والهوندينق تبين نهر موهيكان وروافده

نهر موهيكان (بالإنجليزية: Mohican River)‏ هو الرافد الرئيسي لنهر والهوندينق، يبلغ طوله حوالي 40 ميلا (64 كم)، يقع في وسط شمال ولاية أوهايو في الولايات المتحدة. وعبر والهوندينق (Walhonding) و(Muskingum)، ونهر أوهايو، وهو جزء من مستجمعات المياه من نهر المسيسيبي، ومساحة 999 ميلا مربعا (2,587 كم²)